# 573 Recha
573 Recha eller 1905 RC är en asteroid i huvudbältet, som upptäcktes 19 september 1905 av den tyske astronomen Max Wolf i Heidelberg. Den är uppkallad efterkaraktären Recha i Nathan den vise av Gotthold Ephraim Lessing.
Asteroiden har en diameter på ungefär 47 kilometer och tillhör asteroidgruppen Eos.